# Al-Jinn
Al-Jinn “Os Génios” (do árabe: سورة الجن) é a septuagésima segunda sura do Alcorão e tem 28 ayats. No segundo ayat o djinn renuncia aos seus deuses e louva Maomé pelo seu monoteísmo. O djinn  pede perdão pelas blasfémias que ele cometeu no passado e critica a humanidade por sua descrença.